# Томол

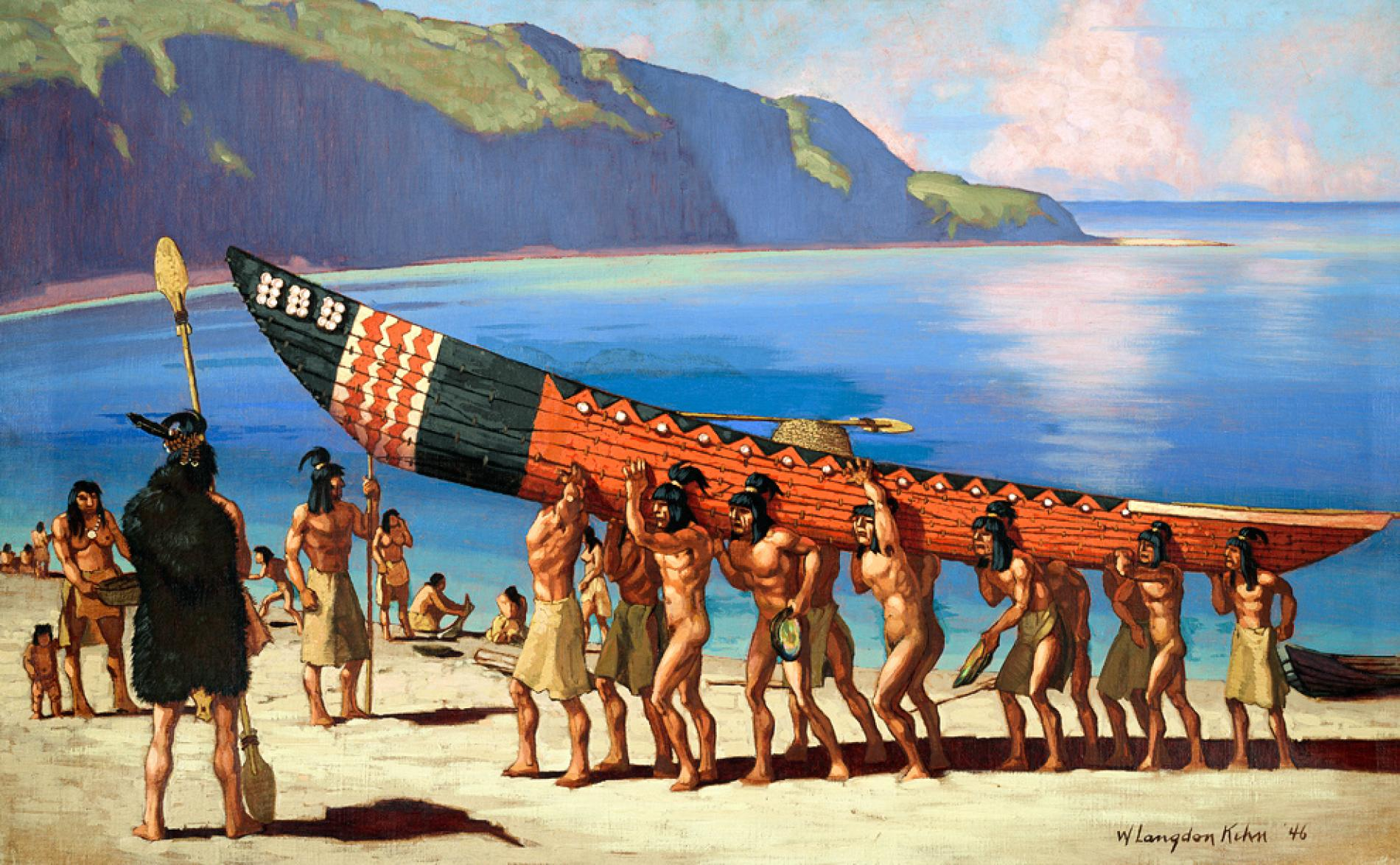
Томол чумашів на узбережжі Каліфорнії. Сучасна картина

Томол чи томоло — традиційний гребний зшитий човен, що широко використовувався для торгівлі та перевезень індіанцями з народностей чумаші та тонгва/киж (останні називають цей тип човна тиат чи тиаат) на тихоокеанському узбережжі сучасної Каліфорнії в районі Санта-Барбари та Лос-Анджелесу до початку XX ст.. Корпус томола зшивали з дерев'яних дощок за технологією, що більше не зустрічається ніде на території Північної Америки. Відомо про використання томолів вже з 600-800-х років н.е. і їх іноді продовжують будувати та використовувати дотепер.

## Опис

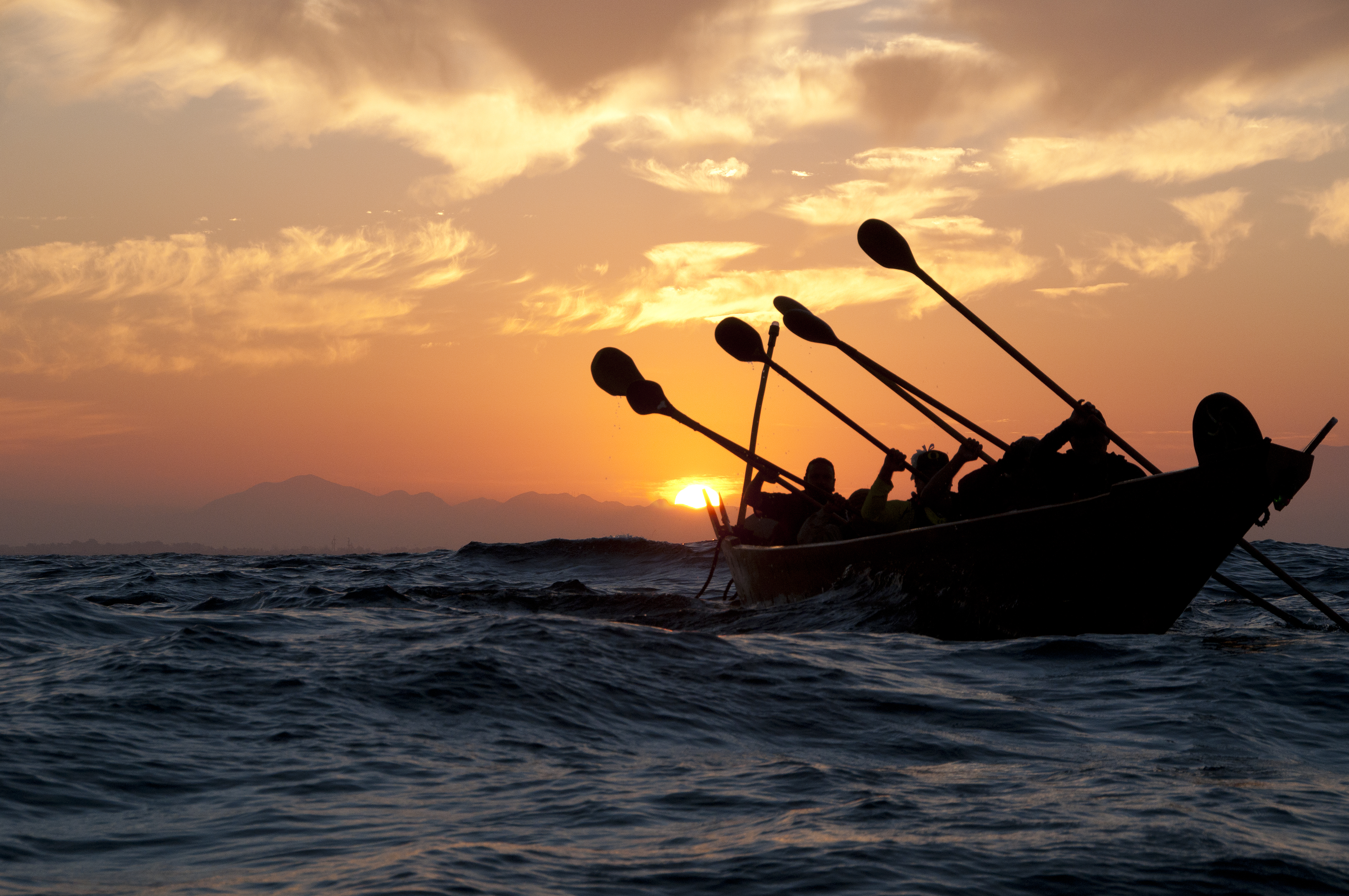
Томол біля Канальних островів (Каліфорнія)

Довжина томолів складала від 3 до 9 м в довжину і 0,9 до 1,2 м в ширину. Томоли будувались переважно з деревини секвої, стовбури якої виносились річками з глибини Каліфорнії на океанське узбережжя. В якості замінника секвої могли використовуватись місцеві види сосен. Стовбури розколювались на дошки за допомогою сокир та клинів з китових кісток або оленячих рогів, після чого шліфувались акулячою шкірою. Поперечні планки посередині човна посилювали його структуру і функціонували як сидіння. Щоб зв'язати дошки між собою, у них просвердлювали невеликі отвори. Шви законопачували речовиною «йоп» (yop), що виготовлялась з суміші розплавлених на вогні натурального бітуму та соснової смоли. Ще один шар «йоп» наносився для гідроізоляції корпусу човна. Борти човна прикрашались червоною вохристою фарбою і мозаїкою з мушель.
Човен приводився в рух за допомогою дволопатевих весел, схожих на весла, що використовуються на каяках, але на відміну від каяків, веслувальники розміщувались в томолі на сидіннях, а не днищі човна. Будівництво човна займало у досвідчених майстрів до 500 людино-днів. Чумаші називають томоли «морськими будинками» за їх надійність.

## Походження

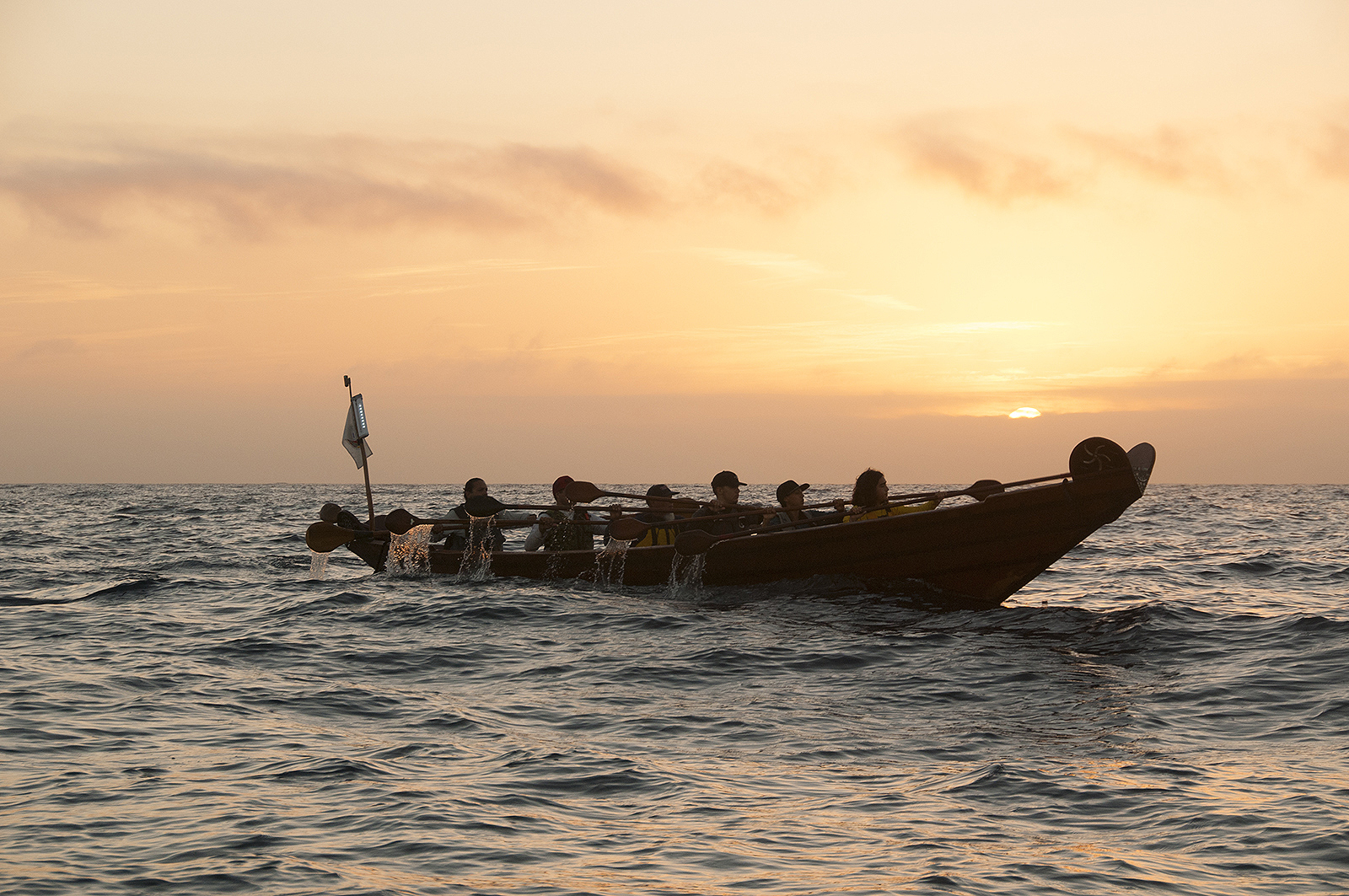
Томол в океані (2015 р). Щороку громада чумашів проходить на томолах шлях у 17,2 милі від гавані Канальних островів до Лімува (острів Санта-Крус)

Хоча в інших частинах світу зшиті човни були досить поширені, для корінного населення Америки такий тип човна не є характерним і крім томолів з узбережжя Каліфорнії, на території обох Америк відомо ще лише про один приклад застосування такої технології будівництва човнів — це зшиті човни «далка», які до кінця XIX ст. використовували індіанці народності чоно на крайньому півдні узбережжя Чилі в Південній Америці. Оскільки обидва приклади використання зшитих човнів походять з тихоокеанського узбережжя кожного з цих континентів, це наштовхувало на припущення про можливий вплив на конструкцію томола полінезійців, хоча інші дослідники вважають томол незалежним місцевим винаходом.
Прихильники полінезійської версії вказують, що технологія зшитих човнів була впроваджена австронезійцями десь наприкінці першого тисячоліття і після колонізації полінезійськими мореплавцями усіх віддалених островів Тихого океану, цілком імовірно, що дехто з них досягнув і материкової Америки. Ці дослідники вказують, що томол «технологічно найскладніший плавзасіб, побудований у Північній Америці», і що його конструкція є унікальною для всього Нового світу. Припускається, що три назви традиційних каліфорнійських човнів — «томол(о)» чумашів та «тараїна» і «тиат» тонгви/киж імовірно є запозиченням з полінезійських мов Це припущення було додатково проаналізоване у короткому документальному епізоді KCET, випущеному в 2019 році, а деякі сучасні представники народностей чумашів та тонгва стверджують, що «вони завжди про це знали».
Інші джерела припускають, що човни можуть походити з острова Санта-Каталіна і використовувались тисячі років.

## Історія

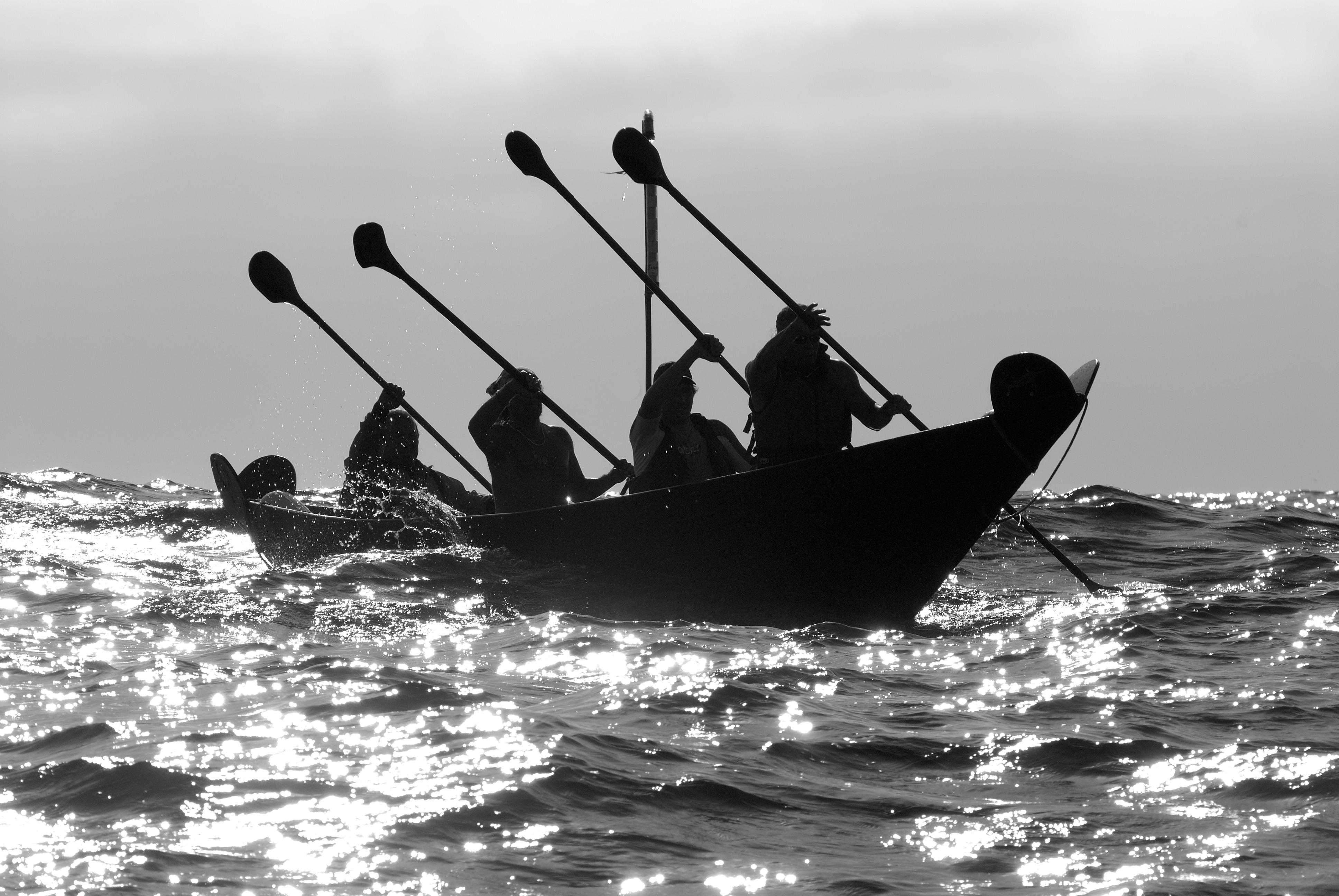
Екіпаж веслує на острів Санта-Крус (Канальні острови) на борту реконструкції томолу "Elye, у 2006 році

Зшиті з дерев'яних дошок океанські томоли існували паралельно з місцевими очеретяними човнами, які індіанці північної Каліфорнії (зокрема північні групи чумашів) виготовляли з очерету виду тулі (Schoenoplectus acutus) і використовували здебільшого на річках.
Томоли були невід'ємною складовою широкої торгової мережі між тубільними племенами, які мешкали на тихоокеанському узбережжі на території, яку зараз називають затока Санта-Моніка, Пойнт-Концепшн та Канальні острови. На цій території існували певні судноплавні маршрути, а сигнальні вогні на суші використовувались як допоміжні засоби для навігації. Найзначніша за обсягами торгівля відбулася між двома найбільшими торговими поселеннями — в районі Лос-Анджелеса та Лонг-Біч, відстань між якими проходилась на веслах майже за добу.
Томоли були настільки важливими для індіанського суспільства, що породили у чумашів окремий клас чи гільдію, відому як «Братство каное», яка відповідала за будівництво нових томолів, а знання з технології будівництва човнів передавались поколінням від старшого майстра до учня. Володіти томолом дозволялося лише чоловікам з провідних сімей, а їх власників відзначала шкура грізлі або чорного барибала. При ретельному догляді човни могли прослужити десятки років і передаватися від покоління до покоління.
Вважається, що біля 650 р. н. е. томоли та тиати вже мали дуже важливе значення в житті чумашів та тонгви/кіж відповідно. У 1542 році іспанський дослідник Хуан Родрігес Кабрільйо зазначив, що бачив так багато томолів в одному багатому поселенні, що він назвав його «пуебло де лас каноас» або «місто каное» (сучасне Малібу). Інший дослідник описав товариство, яке активно займалося будівництвом човнів в іншому поселенні на узбережжі, якому він через це дав назву Карпінтерія (з англ. — столярня).
Майже повний корпус томола було знайдено в смітниковому насипу на Канальних островах серед кісток дельфінів, тюленів та риб, а також черепашок та мушель різноманітних молюсків. В Природничому та в Морському музеях Санта-Барбари та в Каліфорнійській морській асоціації чумашів зберігаються репліки томолів, створені сучасним чумашами.
Останнім часом в Каліфорнії відзначається сплеск інтересу до відродження традицій будівництва історичних човнів, у зв'язку із чим представники народностей чумаши, тонгва/киж (габреіліно) та аксатшемем  залучаються до будівництва та використовувати цього типу човна в сучасних умовах.